# حال ساده
در انگلیسی، زمان حال ساده (Present Simple) برای بیان اتفاقات به صورت عمومی استفاده می‌شود و بر خلاف نامش فقط مربوط به زمان حال نیست. ما از زمان حال ساده برای بیان پیشامدها و عاداتی استفاده می‌کنیم که همواره و همه وقت در حال روی دادن هستند. از زمان حال ساده در زبان انگلیسی برای بیان واقعیت‌ها و امور عمومی و همچنین رخدادهایی که دائماً در حال تکرار است، استفاده می‌شود. در زمان حال ساده در زبان انگلیسی، این اهمیت ندارد که کار انجام شده در هنگامی که گوینده در حال صحبت است، در حال انجام شدن باشد. این زمان یکی از پرکاربردترین زمان‌ها در زبان انگلیسی به‌شمار می‌رود.

## در فارسی
در فارسی از (حال ساده) یا (می + بن حال + شناسه) استفاده می‌کنیم. برای نمونه:
I go.

من روم. یا من می‌روم.

## کاربردها

### واقعیت‌های عمومی
1. برای اشاره به یک واقعیت یا قاعده عمومی. به نمونه زیر توجه کنید:

The earth goes round the sun.
(زمین گرد خورشید می‌چرخد.)

1. برای اشاره به شرایطی که مدت‌هاست بدون تغییر است:

She works in a bank.
(او در یک بانک کار می‌کند.)

### اتفاقات تکراری
- برای اشاره به کارها یا رخدادهایی که به‌منظمی یا به خاطر عادت تکرار می‌شوند. (گاهی از قیدهای زمان برای نشان دادن میزان تکرار استفاده می‌شود. قیدهایی مانند: always, never, rarely, often) به نمونه زیر توجه کنید:

I usually go away at weekends.
(من همواره آخرهفته جایی می‌روم.)

### ترتیب اتفاقات
- برای اشاره به ترتیب اتفاقات که به طور مشخصی رخ می‌دهند:

First I get up , then I have breakfast.
(من از خواب بیدار می‌شوم، سپس صبحانه می‌خورم.)

### اتفاقاتی در حال رخ دادن
- (بیشتر در گزارش‌های ورزشی و خبری) برای اشاره به اتفاقی که همین حالا در حال رخ دادن است:

He shoots and he scores!
(او شوت می‌زند، و او گل می‌زند.)

### برنامه‌های آینده
- برنامه‌های آینده که در زمان حال برنامه‌ریزی شده‌اند. به مثال زیر توجه کنید:

The bus leaves at half past four.
(اتوبوس ساعت چهار و نیم حرکت می‌کند)
- برای اشاره به یک شرط در آینده (معمولا در کنار زمان آینده ساده):

I'll talk to John when I see him.
(با او صحبت خواهم کرد، وقتی او را ببینم.)

### اشاره به گذشته
- برای اشاره به گذشته وقتی در حال تعریف کردن یک داستان هستیم:

The other day I was watching TV when suddenly Terry calls me and tells me he needs money .
(چند روز پیش داشتم تلویزیون نگاه می‌کردم که ناگهان تری با من تماس گرفت و گفت به پول نیاز دارد.)

## ساختار گرامری

### صرف افعال در زمان حال ساده
برای حالت سوم شخص یعنی ضمیرهای he, she و it از s سوم شخص استفاده می‌شود.
- نمونه:

- He works for I.R.I.B.
- The moon goes around our planet.
- Your dog always barks loudly.

- او برای صداوسیما کار می‌کند.
- ماه گرد سیاره‌یِمان می‌چرخد.
- سگِ‌تان همیشه به‌بلندی واق‌واق می‌کند.

### سؤال کردن و منفی کردن و سئوالی منفی کردن
برای پرسشی کردن زمان حال ساده در انگلیسی از Do و Does استفاده می‌کنیم.
- نمونه:

- Does she drink tea very often?
- Do workers clean here every monday?

- آیا او بیش‌تر وقت‌ها چای می‌نوشد؟
- آیا کارگران هر دوشنبه این‌جا را پاکیزه می‌کنند؟

برای منفی کردن زمان حال ساده در زبان انگلیسی Don't و Doesn't به کار می‌بریم.
- نمونه:

- He doesn't work for I.R.I.B.
- Your dog doesn't bark loudly.

منفی سئوالی
Do not I go آیا من نمی روم ؟
- او برای صداوسیما کار نمی‌کند.
- سگِ‌تان به‌بلندی واق‌واق نمی‌کند.

اگر در افعال بالا  doesn't He  work for I.R.I.B.
doesn't Your dog  bark loudly. این افعال سئوالی منفی خواهند شد 
- او برای صداوسیما کار نمی‌کند؟
- سگِ‌تان به‌بلندی واق‌واق نمی‌کند؟

برای بیان ساعت حرکت قطارها، هواپیماها و… نیز زمان حال ساده به کار برده می‌شود.
- The train leaves at 10:00.
- The  plane arrives at 2:30.

- قطار ساعت 10 (ایستگاه را) ترک می‌کند.
- هواپیما ساعت 2:30 می‌رسد.

## رابطه ضمیر با فعل
در صورتی که فاعل جمله در زمان حال ساده سوم شخص فرد باشد، فعل اصلی جمله صرف می‌شود. این صرف فعل به صورت اضافه شدن پسوند s- به فعل صورت می‌گیرد که شامل چند استثنا است:
- افعالی که پایان آنها O,CH,SH,S,X,Z باشد به فعل‌ها پسوند es اضافه می‌شود:

Kiss → kisses

- در پایان افعالی که با y پایان می یابد, y آخر فعل حذف شده و پسوند ies می‌گیرد:

Fly → flies 

- در صورتی که فعل به حرف y ختم شود و پیش از آن هم یک حرف بی‌صدا آمده باشد، حرف y به ie تغییر می‌کند:

worry → worries
و در ضمیرهای اول شخص جمع و مفرد ، دوم شخص جمع و مفرد ، و سوم شخص جمع فعل تغییری نمی‌کند.